# Отон ди Перш
Отон ди Перш (фр. Authon-du-Perche) је насељено место у Француској у региону Центар, у департману Ер и Лоар.
По подацима из 2011. године у општини је живело 1310 становника, а густина насељености је износила 80,91 становника/km².

## Демографија
| 1962. | 1968. | 1975. | 1982. | 1990. | 2011. |
| ----- | ----- | ----- | ----- | ----- | ----- |
| 1.166 | 1.220 | 1.396 | 1.319 | 1.270 | 1.310 |